# Smith-Volterra-Cantor-Menge

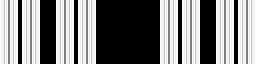
Nach dem Entfernen aller schwarz markierten Intervalle bilden die verbleibenden Punkte eine nirgends dichte Menge mit Lebesgue-Maß 1/2.

Unter der Smith-Volterra-Cantor-Menge (kurz SVCM) oder auch fetten Cantor-Menge versteht man in der Mathematik eine Teilmenge des Einheitsintervalls, die nirgends dicht ist (also insbesondere kein Intervall enthält), aber trotzdem ein strikt positives Lebesgue-Maß hat. Die Menge wurde nach den drei Mathematikern Henry Smith, Vito Volterra und Georg Cantor benannt. Die SVCM ist homöomorph zur („mageren“) Cantor-Menge.

## Definition
So wie die Cantor-Menge wird auch die SVCM durch Entfernen von Intervallen aus dem Einheitsintervall {\displaystyle [0,1]} konstruiert.
Man startet damit, das mittlere Viertel aus dem Einheitsintervall zu entfernen. Die verbleibende Menge nach dem ersten Schritt ist somit
{\displaystyle [0,1]\setminus \left]{\frac {3}{8}},{\frac {5}{8}}\right[=\left[0,{\frac {3}{8}}\right]\cup \left[{\frac {5}{8}},1\right].}
Beim {\displaystyle n}-ten Schritt wird nun ein Intervall der Länge {\displaystyle {\frac {1}{4^{n}}}} aus der Mitte jedes verbleibenden Intervalls entfernt. Nach dem zweiten Schritt bleibt also beispielsweise folgende Menge übrig:
{\displaystyle \left(\left[0,{\frac {3}{8}}\right]\setminus \left]{\frac {5}{32}},{\frac {7}{32}}\right[\right)\cup \left(\left[{\frac {5}{8}},1\right]\setminus \left]{\frac {25}{32}},{\frac {27}{32}}\right[\right)=\left[0,{\frac {5}{32}}\right]\cup \left[{\frac {7}{32}},{\frac {3}{8}}\right]\cup \left[{\frac {5}{8}},{\frac {25}{32}}\right]\cup \left[{\frac {27}{32}},1\right].}
Der Durchschnitt aller Mengen nach jedem Schritt ist die Menge der Punkte, die nie entfernt werden. Diese Menge ist die SVCM. Im unteren Bild werden die ersten fünf Schritte visualisiert:
Jeder Schritt des Verfahrens entfernt einen proportional kleineren Teil jedes Intervalls als der vorherige Schritt. Dies ist anders als bei dem Verfahren zur Konstruktion der Cantor-Menge, bei welchem jeder Schritt jeweils einen Drittel jedes Intervalls entfernt.
Die formale Definition ist wie folgt: Definiere {\displaystyle S_{0}=[0,1]}. Für jede natürliche Zahl n sei (induktiv)
{\displaystyle S_{n}:=\bigcup _{k=1}^{2^{n-1}}\left(\left[a_{k},{\frac {a_{k}+b_{k}}{2}}-{\frac {1}{2^{2n+1}}}\right]\cup \left[{\frac {a_{k}+b_{k}}{2}}+{\frac {1}{2^{2n+1}}},b_{k}\right]\right)},
wobei die {\displaystyle 0=a_{1}<b_{1}<a_{2}<b_{2}<\dots <a_{2^{n-1}}<b_{2^{n-1}}=1} durch
{\displaystyle S_{n-1}=\bigcup _{k=1}^{2^{n-1}}[a_{k},b_{k}]}
eindeutig gegeben sind.
Die SVCM ist nun {\displaystyle \bigcap _{n\in \mathbb {N} }S_{n}}.

## Eigenschaften
Per Definition enthält die SVCM kein Intervall und hat daher ein leeres Inneres. Als Durchschnitt von abgeschlossenen Mengen ist die SVCM auch abgeschlossen. Da in allen Schritten zusammen aus dem Einheitsintervall eine Menge entfernt wird, welche das Lebesgue-Maß
{\displaystyle \sum _{n=0}^{\infty }{\frac {2^{n}}{2^{2n+2}}}={\frac {1}{4}}+{\frac {1}{8}}+{\frac {1}{16}}+\cdots ={\frac {1}{2}}\,}
hat, hat die SVCM ein Lebesgue-Maß von {\displaystyle {\tfrac {1}{2}}}. Insbesondere ist die SVCM also ein Beispiel für eine Menge, deren Rand ein strikt positives Lebesgue-Maß hat.

## Andere fette Cantor-Mengen
Die Konstruktion muss nicht unbedingt jedes Mal Intervalle der Länge {\displaystyle {\tfrac {1}{4^{n}}}} entfernen. Ganz allgemein können beim {\displaystyle n}-ten Schritt Intervalle der Länge {\displaystyle c_{n}}aus jedem verbleibenden Intervall entfernt werden, wobei {\displaystyle c_{n}} eine beliebige Folge von positiven reellen Zahlen ist. Die daraus resultierende Cantor-artige Menge hat genau dann ein strikt positives Maß, falls die Summe der Längen aller entfernten Intervalle {\displaystyle \textstyle \sum _{n=1}^{\infty }2^{n-1}\cdot c_{n}} weniger als die Länge des Startintervalls ist.
Falls beispielsweise {\displaystyle c_{n}=a^{n}} gewählt wird, so hat die resultierende Menge genau dann ein strikt positives Maß, falls {\displaystyle a<{\tfrac {1}{3}}} gilt.
Kartesische Produkte von SVMCs können verwendet werden, um total unzusammenhängende Räume mit strikt positivem Maß in höheren Dimensionen zu finden.